# تغير المناخ في فلوريدا

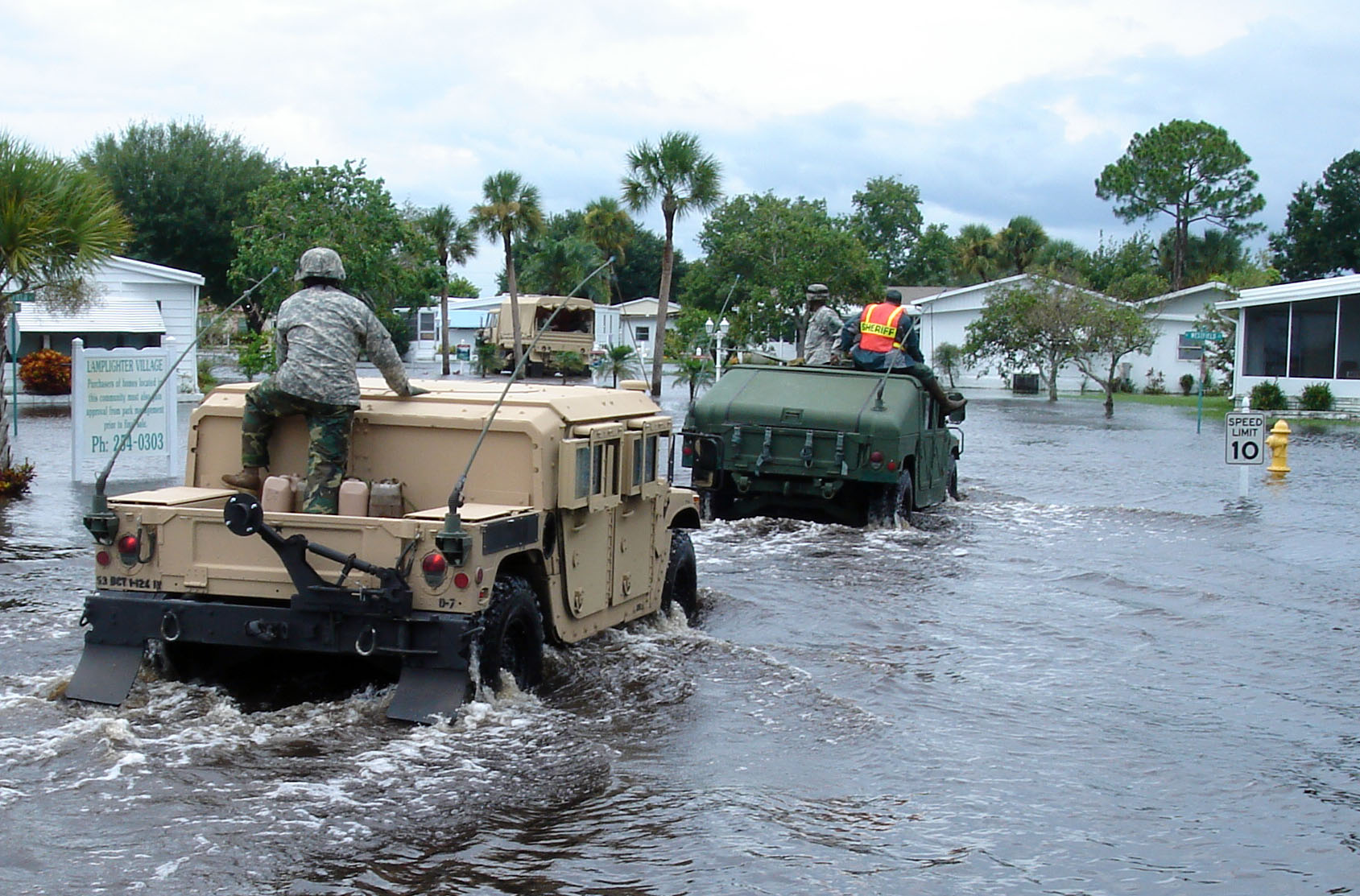
الحرس الوطني لفلوريدا يُجلي السكان من متنزه لامبلايتر في ملبورن عقب إعصار فاي (21 أغسطس 2008).

تُعزى آثار تغير المناخ في فلوريدا إلى زيادة ثاني أكسيد الكربون في الغلاف الجوي والتي يصنعها الإنسان. يعاني سكان فلوريدا من فيضانات متزايدة بسبب ارتفاع مستوى سطح البحر، ويشعرون بالقلق من احتمال حدوث أعاصير متكررة أو أكثر شدة.
وُصفت الولاية بأنها «أرض الصفر» الأمريكية لتغير المناخ، والاحتباس الحراري، وارتفاع مستوى سطح البحر، لأن «غالبية سكانها واقتصادها يتركزون على طول واجهة المحيط المنخفضة الارتفاع».
يعتقد سكان فلوريدا أن تغير المناخ يحدث بمعدلات أعلى من المعدل الوطني. ومع ذلك، توافق أغلبية ضئيلة فقط على أنه بشري المنشأ. بدأت بعض المجتمعات المحلية في فلوريدا في تنفيذ نُهج التخفيف من آثار تغير المناخ؛ ومع ذلك، فقد أعاق تسييس تغير المناخ في الولايات المتحدة المبادرات على مستوى الولاية، مع التركيز على المرونة بدلًا من التخفيف والتكيف على نطاق كامل.

## تأثير ارتفاع مستوى سطح البحر
تحدث الفيضانات أثناء ارتفاع المد في ميامي بيتش. تنفق المدينة 500 مليون دولار على الطرق المرتفعة، والجدران البحرية، وأنظمة الضخ، كجزء من استراتيجية ارتفاع مستوى سطح البحر. يوفر نظام المعلومات الجغرافية خرائط للمناطق المعرضة للفيضانات أثناء المد العالي، وعرام العواصف، وأحداث العواصف الكبرى.
لرفع ميل واحد من الطرق يُصرف 517,000 دولار أمريكي، في كل من كي لارغو، وبيغ باين كي، «كمشروع تجريبي لارتفاع مستوى سطح البحر».
«تستخدم وزارة النقل بفلوريدا، ومنظمة تخطيط المدن، والحكومات المحلية، ووكالات التخطيط الإقليمية أداة التخطيط لسيناريو مستوى سطح البحر لتقييم الآثار المحتملة لارتفاع مستوى سطح البحر على مرافق النقل». 
كانت حماية السواحل، بما في ذلك تجديد الشواطئ، محط تركيز حكومة الولاية.
تقول دراسة أجرتها جامعة فلوريدا الدولية عام 2018 أن ارتفاع مستوى سطح البحر سيغرق غابات الأيكة الساحلية في فلوريدا إيفرجلادز. تقدر قيمة الكربون المخزن في إيفرجلادز بما يتراوح بين 2 مليار دولار و3.4 مليار دولار. تتأثر إمدادات المياه في ميامي، مع اندفاع المحيط غربًا وشمالًا إلى إيفرجلادز وطبقات المياه الجوفية في بيسكاين. سيؤثر فقدان أشجار الأيكة الساحلية والمناطق الرطبة بسبب ارتفاع مستوى سطح البحر على مصايد الأسماك التجارية.
تقول دراسة أجراها باحثو جامعة كورنيل عام 2017 أن «ما يقرب من مليوني فلوريدي سيُجبرون على ترك منازلهم بحلول عام 2100 بسبب ارتفاع منسوب البحار الناجم عن المناخ».

## تأثير تغير المناخ على أعاصير فلوريدا
التغيير في وتيرة الإعصار أو شدته هو مصدر قلق لسكان فلوريدا. يقول مركز تغير المناخ في جامعة ولاية فلوريدا وموقع Climate.gov إن العلم غير حاسم فيما يتعلق بتكرار الإعصار أو شدته. ومع ذلك، تزداد معدلات هطول الأمطار وفقًا لمعظم النماذج المناخية، وتزداد العواصف المرتبطة بالأعاصير مع ارتفاع مستويات سطح البحر. 
بعد إعصار إيرما في عام 2017، الذي حدث بعد أسابيع فقط من إعصار هارفي، لم يعز الحاكم ريك سكوت التغيرات المحتملة في أنماط الإعصار إلى تغير المناخ.
هناك بعض الأدلة على أن الأعاصير قد تبطئ معدل تقدمها إلى الأمام، مثل إعصار دوريان، الذي أمضى يومًا ونصف اليوم فوق جزيرة غراند بهاما في طريقه إلى فلوريدا.
يعتبر الإعصار من الفئة الخامسة مصدر قلق كبير في منطقة خليج تامبا، ويؤدي ارتفاع مستوى سطح البحر المرتبط بالمناخ إلى ست بوصات إلى تفاقم تأثيره.

## سياسة الدولة في مجال تغير المناخ
أنشأ قانون حماية المناخ في فلوريدا لعام 2008 لجنة فلوريدا للطاقة والمناخ. حث أيضًا إدارة حماية البيئة على وضع استراتيجية للحد من الغازات الدفيئة.
وقع الحاكم شارلي كريست على عدة أوامر تنفيذية تتعلق بتغير المناخ عند توليه منصبه. تضمنت هذه الأوامر التنفيذية حدود انبعاثات العادم للسيارات المباعة في فلوريدا، ودعت إلى تخفيضات في انبعاثات الغازات الدفيئة في الولاية، وفرضت ما لا يقل عن 20 في المئة من الطاقة المتجددة بحلول عام 2020 لمرافق الكهرباء في فلوريدا. رفضت لجنة الخدمة العامة بقيادة كريست ست محطات طاقة جديدة تعمل بالفحم.
نفى الحاكم ريك سكوت «فكرة الاحتباس الحراري البشري المنشأ» خلال انتخابه الأول في عام 2010. منع استخدام مصطلح «تغير المناخ» خلال فترة إدارته. ألغى التفويضات للحد من انبعاثات الغازات الدفيئة، وعين المتشككين في المناخ في مناصب مثل لجنة الخدمة العامة. اعترض سكوت على 750 ألف دولار في الميزانية لضخ المياه من ميامي بيتش، على أساس أن الأموال لا توفر «عائدًا واضحًا على مستوى الولاية للاستثمار»، ولم يرد مباشرة عندما سئل عما إذا كان سيدعم جهود حماية إمدادات المياه في ميامي. رفعت مجموعة من الأطفال تتراوح أعمارهم بين 10 و20 عامًا دعوى قضائية ضد سكوت بسبب مواقفه بشأن المناخ.
أنشأ الحاكم رون دي سانتيس مكتب المرونة وحماية السواحل. لوحظ استخدام دي سانتيس لكلمة «تغير المناخ» في بيانه: «أصبحت فكرة -وهنا أقتبس- (تغير المناخ) مسيسة. سياستي البيئية هي فقط محاولة القيام بأشياء تفيد سكان فلوريدا». لكن دي سانتيس لم يجعل التخفيف من حدة المناخ أو الطاقة المتجددة أو تقليل الغازات الدفيئة من أولويات السياسة. في يناير 2020، حصل دي سانتيس على الدرجة (دي -D) من سييرا كلوب بفلوريدا «لعمله في حماية البيئة والاستدامة».
شدد المرشحون الجمهوريون لفلوريدا في المكاتب المحلية والولائية والوطنية على تخفيف المخاطر والمرونة للتعامل مع الآثار المتعلقة بالمناخ، بدلًا من جهود التخفيف من آثار المناخ لمنع تغير المناخ.
على النقيض من ذلك، قال الجمهوريون في جنوب فلوريدا، مثل عمدة مقاطعة ميامي ديد كارلوس خيمينيز، والنائب كارلوس كوربيلو، والنائبة السابقة إليانا روس ليتينين، إن «تغير المناخ البشري المنشأ أمر حقيقي، ويجب أخذه على محمل الجد».
حاول عضو مجلس الشيوخ عن ولاية فلوريدا خوسيه خافيير رودريغيز لفت الانتباه إلى مشكلة الفيضانات في يوم مشمس من خلال ارتداء أحذية المطر السوداء خلال الجلسات التشريعية.
تظهر استطلاعات الرأي أن 66% إلى 80% من سكان فلوريدا يعتقدون أن تغير المناخ يحدث.

## التأثير على النقل
درست وزارة النقل في فلوريدا كيفية استخدام أدوات حساب الغازات الدفيئة كجزء من عمليات تخطيط النقل، وتحليل البنية التحتية للنقل المتعلقة بتأثيرات ارتفاع مستوى سطح البحر.

## التأثير على غابات الأيكة الساحلية
أشجار الأيكة معرضة للخطر في إيفرجلادز، بسبب ارتفاع مستوى سطح البحر. ومع ذلك، يمتد نطاق أشجار الأيكة شمالًا حيث تنشر العواصف بذور الأيكة. لم يكن هناك تجمد شديد يقتل أشجار الأيكة في شمال شرق فلوريدا منذ 30 عامًا.
تعتبر أشجار الأيكة ذات أهمية خاصة لعزل الكربون، وقد أشير إليها باسم «الكربون الأزرق». تقدر قيمة الكربون المخزن في غابات الأيكة في إيفرجلادز بما يتراوح بين 2 مليار دولار و3.4 مليار دولار.
تفيد أشجار الأيكة في السيطرة على الفيضانات والحماية من العواصف. في محمية أبحاث تولوماتو ماتانزاس، تشكل أشجار الأيكة حاجزًا للفيضانات أثناء العواصف، وبالتالي تحمي الأشجار. تنتج أشجار الأيكة أيضًا التربة، مما يساعد في الحفاظ على ارتفاع الساحل.
من المتوقع أن يستمر المد الأحمر المدمر اقتصاديًا نتيجة التلوث وارتفاع درجة حرارة المياه.